# Vital Idol
Albums de Billy Idol
Rebel Yell
(1983) Whiplash Smile
(1986)
Singles
1. Mony Mony
Sortie : Octobre 1987

Vital Idol est une compilation du chanteur de rock britannique Billy Idol produite par Keith Forsey. Elle contient des singles remixés de ses deux premiers albums et de l'Ep, Don't Stop.

## Historique
Sortie en mai 1985 en Grande-Bretagne et en Europe, elle se classa à la 7e place des charts anglais . Il faudra attendre septembre 1987 pour voir sa sortie aux États-Unis où elle atteindra la 10e place du Billboard 200.

## Liste des titres

### Édition 1985
1. White Wedding (parts I & II) (Shot Gun Mix) - 8:21
2. Dancing with Myself (Uptown Mix) - 5:58
3. Flesh for Fantasy (Below the Belt Mix - 7:03
4. Catch my Fall (Remix Fix) - 4:56
5. Mony Mony (Downtown Mix) - 5:01
6. Love Calling (Rub a Dub Mix) - 5:33
7. Hot in the City (Exterminator Mix) - 5:10

### Édition US 1987
1. White Wedding (parts I & II) (Shot Gun Mix) - 8:21
2. Mony Mony (Downtown Mix) - 5:01
3. Hot in the City (Exterminator Mix) - 5:10
4. Dancing With Myself (Uptown Mix) - 5:58
5. Flesh for Fantasy (Below the Belt Mix - 7:03
6. To Be a Lover (Mother of Mercy Mix) - 5:33
7. Love Calling (Rub a Dub Mix) - 5:33
8. Catch my Fall (Remix Fix) - 4:56

## Charts et certifications
| Pays             | Durée du classement | Meilleur classement |
| ---------------- | ------------------- | ------------------- |
| Allemagne        | 26 semaines         | 8e                  |
| Canada           | 27 semaines         | 1er                 |
| États-Unis       | 29 semaines         | 10e                 |
| Nouvelle-Zélande | 30 semaines         | 8e                  |
| Royaume-Uni      | 34semaines          | 7e                  |
| Suède            | 7 semaines          | 19e                 |
| Suisse           | 3 semaines          | 24e                 |

| Pays             | Ventes      | Certification | Date       |
| ---------------- | ----------- | ------------- | ---------- |
| Allemagne        | 250 000 +   | Or            | 1987       |
| États-Unis       | 1 000 000 + | Platine       | 19/01/1988 |
| Canada           | 400 000+    | 4 x Platine   | 03/08/1990 |
| France           | 100 000 +   | Or            | 1991       |
| Nouvelle-Zélande | 7 500 +     | Or            | 22/09/1985 |
| Royaume-Uni      | 300 000 +   | Platine       | 19/03/1988 |